# Dactylorhiza flixensis
Dactylorhiza flixensis là một loài thực vật có hoa trong họ Lan. Loài này được (Gsell) Soó mô tả khoa học đầu tiên năm 1962.